# Тюсо
«Тюсо» — загальноукраїнський спеціалізований телеканал телеторгівлі. Канал продає ювелірні прикраси, а також частини товари для дому і всієї сім'ї.

## Історія
25 серпня 2021 року телеканал розпочав тестове безліцензійне супутникове мовлення. 9 грудня 2021 року телеканал припинив супутникове мовлення.
26 січня 2022 року Національна рада України з питань телебачення і радіомовлення видала супутникову ліцензію. 25 листопада того ж року телеканал відновив супутникове мовлення.
Телеканал брав участь у конкурсі на мовлення в державному мультиплексі МХ-7 цифрової етерної мережі DVB-T2. За результатами конкурсу, оголошені регулятором 31 жовтня 2023 року, Нацрада відмовила «Тюсо» в ліцензії на цифрове мовлення.
Телеканал брав участь у конкурсі на мовлення в мультиплексах MX-3 та MX-5 цифрової етерної мережі DVB-T2. За результатами конкурсу, оголошені регулятором 11 липня 2024 року було відмовлено у видачі ліцензії на мовлення.
23 січня 2025 року телеканал став переможцем конкурсу на мовлення в мультиплексі MX-3 цифрової етерної мережі DVB-T2.
5 лютого того ж року телеканал розпочав мовлення в мультиплексі MX-3 цифрової етерної мережі DVB-T2.

## Трансляція

### Телемагазин «Тюсо» на інших телеканалах
- УНІАН. Серіал (З 9:00 по 13:00)

### Телеканал «Тюсо»
Перелік OTT-платформ та кабельних мереж, де присутній телеканал:
- Youtube
- Megogo
- Воля ТБ
- Воля (В мережі кабельного ТБ)

### Прямі ефіри телемагазину на телеканалі «Тюсо»
- На телеканалі щодня з 9:00 до 21:00
- На Youtube з 9:00 до 21:00
- В соцмережі Facebook на сторінці телеканалу з 9:00 до 17:00

## Мовлення

### Супутникове мовлення
| Супутник         | Стандарт | Частота | Символьна швидкість | Поляризація       | FEC | Формат зображення | Кодування |
| ---------------- | -------- | ------- | ------------------- | ----------------- | --- | ----------------- | --------- |
| Astra 4A (4.8°E) | DVB-S2   | 11766   | 30000               | горизонтальна (H) | 2/3 | MPEG-4            | FTA       |

### Етерне цифрове мовлення
| Канал | Мультиплекс | Стандарт | EPG | Формат мовлення |
| ----- | ----------- | -------- | --- | --------------- |
| 10    | MX-3        | DVB-T2   | Ні  | SD 576i 16:9    |